# Усхал-хан
Усхал-хан (7 березня 1342 —1 листопада 1388) — 3-й імператор і великий каган Північної Юань в 1378—1388 роках. Відомий також як Тоґус-Темур.  Храмове ім'я — Ї-цзун. Девіз правління — Тяньюань.

## Життєпис
Син імператора Тоґон-Темура. При народженні отримав ім'я Тоґус-Темур. У 1378 році після смерті свого старшого брата Білігту-хана посів трон, прийнявши ім'я Усхал-хан. Продовжував вести військові дії проти імперії Мін, домагаючись відновлення влади Юань в Китаї. Усхал-хан зібрав великі військові сили в Інчане і Каракорумі, звідки монголи стали здійснювати нові напади на прилеглі китайські провінції.
Втім невдовзі вимушений перейти до оборони. У 1380 мінський імператор Тайцзу організував черговий великий військовий похід до Монголії. Навесні 1380 року китайська армія під проводом Муїна перетнула степи і взяла Каракорум. У битві під стінами столиці війська Усхал-хана зазнали нищівної поразки. У полон було взято 3 монгольських темників. Каракорум було повністю зруйновано. Потім ворог пройшов Монголію з півдня на північ до північних схилів сучасного Яблонового хребта. Монгольські загони здійснювали набіги на прикордонні китайські міста і райони, грабуючи і вбиваючи місцеве населення. Водночас в монгольські війська в Юньнані, Сичуані і Гуйчжоу на чолі із Басалавармі почали повстання та наступ на центральні області Китаю. Боротьба тут тривала до 1382 року, поки рештки монголів не було переможено.
У 1381 році китайський імператор Тайцзу організував новий похід проти Північної Юань. Війна на півночі тривала з перемінним успіхом, поки в 1387 році китайські війська не завоювали Ляодун. У південно-східній Монголії і південній Маньчжурії зміцнився монгольський воєначальник Нахачу. Звідти монгольські загони здійснювали систематичні набіги на Ляодун. Тайцзу організував великий військовий похід проти Нахачу. Китайські воєначальники заснували чотири нових фортеці і змогли у жовтні 1387 року переконати монгольського воєначальника Нахачу добровільно здатися. Після полону Нахачу велика частина його армії, яка складалася з 200 тис. вояків, здалася китайським воєначальникам.
Все це суттєво послабило північну Юань, позбавивши надії повернути владу в Китаї. Водночас завдано удару авторитету Усхал-хана. Навесні 1388 року 150-тисячна китайська армія під командуванням воєначальника Лань Юйя увійшла вглиб володінь Північної Юань. У битві на озері Буйр-Нуур армія Північної Юань зазнала тяжкої поразки. У полон було взято близько 70 тисяч монголів і 100 тис. домашньої худоби (верблюдів, коней і овець). Під час втечі до Каракоруму Усхал-хан разом зі своїм старшим сином був убитий в бою на річці Тол Дзорігту-ханом з роду Аріг-Буги. Другий син монгольського кагана, його дружини і доньки потрапили у полон до китайців. Ці події фактично означали припинення династії Північна Юань. Цього разу Каракорум остаточно зруйновано китайцями й залишено монголами. Після 1388 року для держави Північна Юань використовувалася назва Монгольське ханство (каганат).